# Витебский район

Музей-усадьба «Здравнёво»

Ви́тебский райо́н (бел. Ві́цебскі раён) — административная единица на востоке Витебской области Республики Беларусь. Административный центр — город Витебск.
Численность населения — 33 695 человек (на 1 января 2025 года).

## География
Территория — 2737 км² (3-е место среди районов Витебской области). Протяженность с юга на север — около 100 км, с запада на восток — почти 50 км. Район граничит с Городокским районом на севере, Шумилинским и Бешенковичским районами на западе, Сенненским районом на юго-западе, Лиозненским районом на юго-востоке. На востоке Витебский район граничит с Велижским и Руднянским районами Российской Федерации.
Речная система относится к Западно-Двинскому и Верхнеднепровскому гидрологическим районам. Основные реки — Западная Двина и её приток Лучоса. 
На территории района расположено около 30 озёр (Зароново, Со́сна, Вымно, Яновичское, Городно, Княжно, Шевино и др.).

## Геральдика
Герб и флаг учреждены Указом Президента Республики Беларусь от 28 февраля 2011 года № 86 и зарегистрированы в Государственном геральдическом регистре 15 марта 2011 года № Б-178 и № Б-179. Утверждены решением Витебского районного Совета депутатов от 24 декабря 2009 года № 227.

## История
Район образован 17 июля 1924 года. До июля 1930 года находился в составе Витебского округа, затем перешёл в прямое республиканское подчинение. 15 февраля 1931 года был упразднён, часть сельсоветов осталась в подчинении Витебского горсовета, а остальные были переданы в соседние районы (Бешенковичский, Богушевский, Городокский, Сиротинский, Суражский). В 1937 году район был восстановлен. Начиная с 15 января 1938 года относится к Витебской области. Северо-восточную часть современной территории района в 1924—1960 годах занимал Суражский район, в 1924—1927 годах северо-западную часть района занимал Кузнецовский район (оба упразднены).

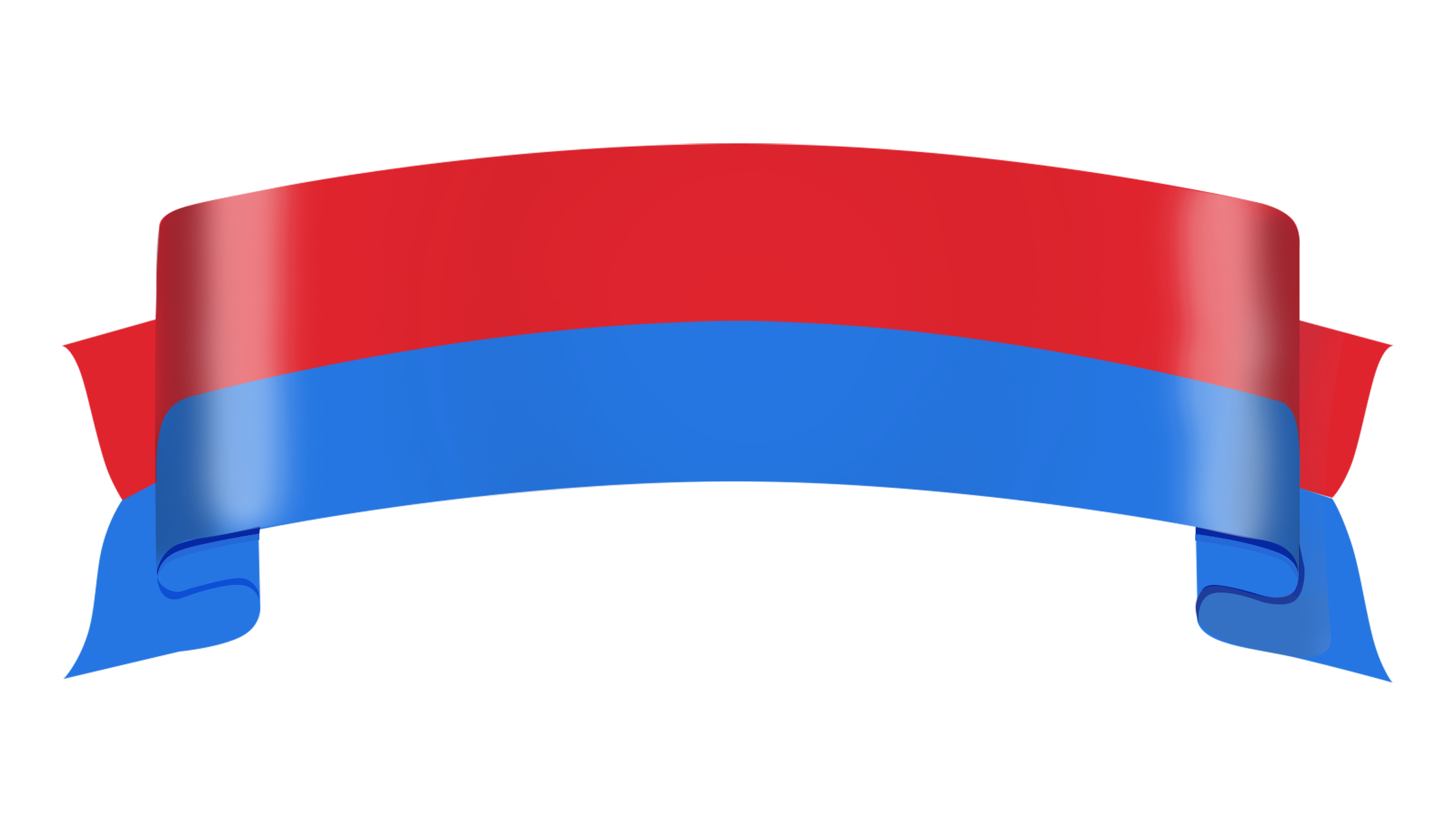
Флаг Витебского района

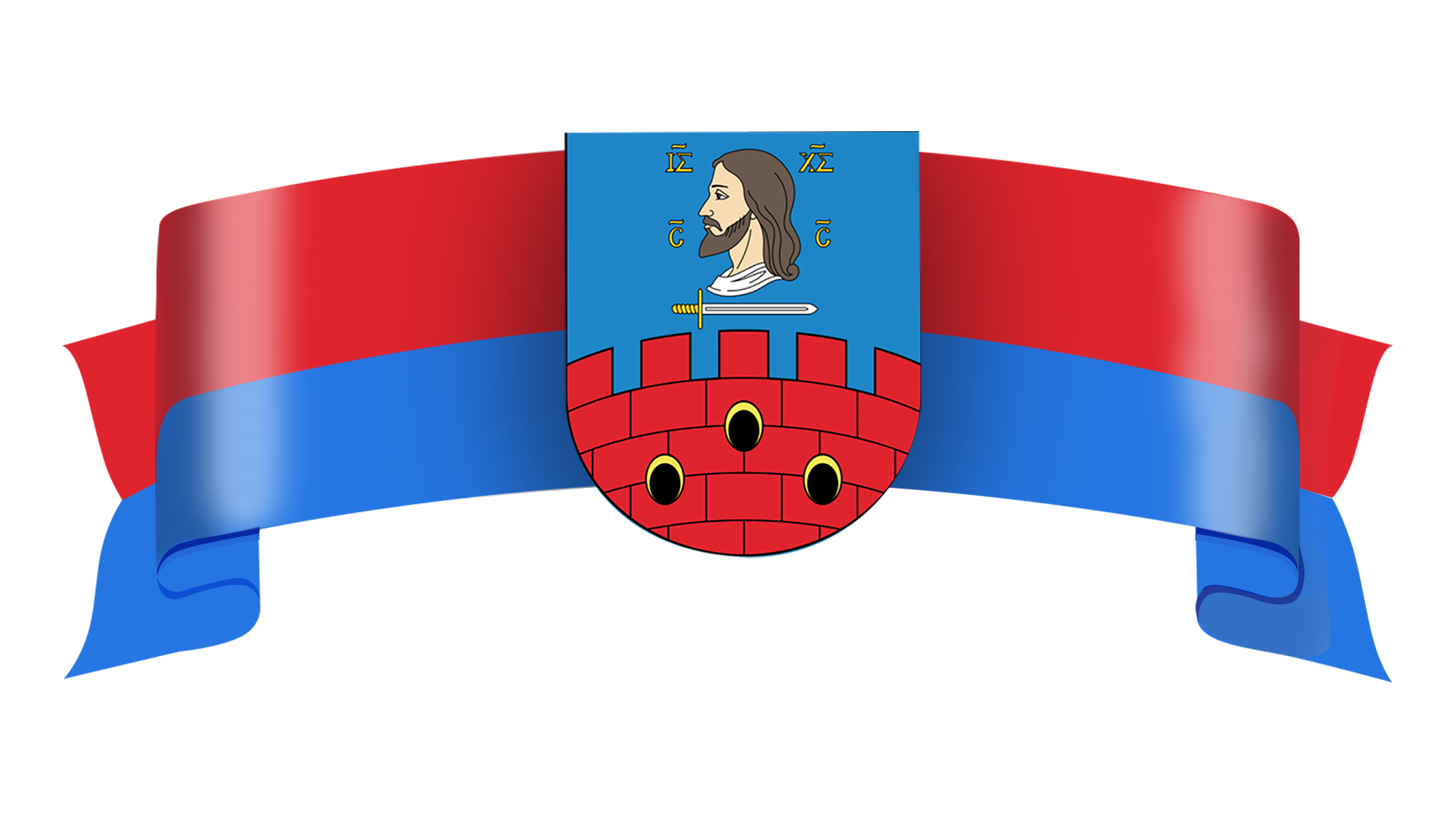
Флаг и герб Витебского района

15 февраля 1949 года Витебскому району был передан Королевский сельсовет Лиозненского района, 24 августа 1951 года — Октябрьский сельсовет (также из Лиозненского района).  
20 января 1960 года в состав Витебского района из упразднённого Суражского района переданы сельсоветы Болашевский, Ботаничский, Войтовский, Запольский, Котовский, Кравцовский, Куринский, Новоселковский, Островский, Тарасенский, Яновичский и городские посёлки Сураж и Яновичи, 2 сельсовета (Замосточский и Осиновский) упразднённого Богушевского района. 
25 декабря 1962 года в Белорусской ССР образован Витебский район, в его состав передан городской посёлок Шумилино, Добейский, Лесковичский, Погорелецкий, Сиротинский сельсоветы и населённые пункты: Боровые, Гарбузы, Залесье, Ловжа, Маринкино, Мерзляки, Победа, Слобода и Шнявка Ловженского сельсовета Шумилинского района; Островенский и Плисский сельсоветы Бешенковичского района. Часть территории (Запольский сельсовет и населённые пункты: Беликово, Брили, Войтехи, Горькаво, Калинка, Луньки, Островские, Соболево, Хотоля и Штаново Куринского сельсовета) передана в состав Лиозненского района.  
22 января 1963 года один сельсовет был передан Лиозненскому району, 12 февраля 1965 года 2 сельсовета — Бешенковичскому району. 30 июля 1966 года 4 сельсовета были переданы вновь образованному Шумилинскому району. 2 августа 1966 года 2 сельсовета были переданы из состава Лиозненского района.  
31 июля 1970 года посёлок Руба был передан в подчинение Витебского горсовета.
Окончательные границы сложились в 1966 году.
29 апреля 2004 года упразднён Замосточский сельсовет.

## Демография
Численность населения — 33 695 человек (на 1 января 2025 года), в том числе городское — 1 279 человек (Сураж — 647 человек, Яновичи — 632 человек), сельское — 32 416 человек.
Численность населения — 34 153 человек (на 1 января 2024 года), из них городское — 1 318 человек (Сураж — 672 человек, Яновичи — 646 человек), сельское — 32 835 человек.
Население района составляет 34 478 человек (без Витебска, на 1 января 2023 года), в том числе в городских условиях живут 1 357 человек (Сураж — 681 человек, Яновичи — 676 человек).
| Численность населения | Численность населения | Численность населения | Численность населения | Численность населения | Численность населения | Численность населения | Численность населения | Численность населения |
| 1970                  | 1979                  | 1989                  | 1996                  | 2001                  | 2002                  | 2003                  | 2004                  | 2005                  |
| --------------------- | --------------------- | --------------------- | --------------------- | --------------------- | --------------------- | --------------------- | --------------------- | --------------------- |
| 59 939                | ▼54 981               | ▼51 577               | ▼48 995               | ▼45 263               | ▼44 706               | ▼44 203               | ▼43 702               | ▼43 153               |
| 2006                  | 2007                  | 2008                  | 2009                  | 2010                  | 2011                  | 2012                  | 2013                  | 2014                  |
| ▼42 715               | ▼41 920               | ▼41 509               | ▼40 963               | ▼40 311               | ▼39 864               | ▼38 252               | ▼37 655               | ▼37 485               |
| 2015                  | 2016                  | 2017                  | 2018                  | 2019                  | 2020                  | 2021                  | 2022                  | 2023                  |
| ▼37 243               | ▼36 925               | ▼36 698               | ▼36 413               | ▼35 972               | ▼35 648               | ▼35 241               |                       | ▼ 34 478              |
| 2024                  | 2025                  |                       |                       |                       |                       |                       |                       |                       |
| ▼34 153               | ▼33 695               |                       |                       |                       |                       |                       |                       |                       |

| Национальный состав по переписи 2019 года                  | Национальный состав по переписи 2019 года | Национальный состав по переписи 2019 года | Национальный состав по переписи 2019 года | Национальный состав по переписи 2019 года | Национальный состав по переписи 2019 года | Национальный состав по переписи 2019 года | Национальный состав по переписи 2019 года | Национальный состав по переписи 2019 года | Национальный состав по переписи 2019 года | Национальный состав по переписи 2019 года | Национальный состав по переписи 2019 года | Национальный состав по переписи 2019 года | Национальный состав по переписи 2019 года |
| белорусы                                                   | белорусы                                  | русские                                   | русские                                   | украинцы                                  | украинцы                                  | поляки                                    | поляки                                    | евреи                                     | евреи                                     | литовцы                                   | литовцы                                   | армяне                                    | армяне                                    |
| ---------------------------------------------------------- | ----------------------------------------- | ----------------------------------------- | ----------------------------------------- | ----------------------------------------- | ----------------------------------------- | ----------------------------------------- | ----------------------------------------- | ----------------------------------------- | ----------------------------------------- | ----------------------------------------- | ----------------------------------------- | ----------------------------------------- | ----------------------------------------- |
| 29 973                                                     | 83,85%                                    | 4467                                      | 12,5%                                     | 476                                       | 1,33%                                     | 102                                       | 0,29%                                     | 33                                        | 0,09%                                     | 26                                        | 0,07%                                     | 24                                        | 0,07%                                     |
|                                                            |                                           |                                           |                                           |                                           |                                           |                                           |                                           |                                           |                                           |                                           |                                           |                                           |                                           |
| Национальный состав по переписи 2009 года                  |                                           |                                           |                                           |                                           |                                           |                                           |                                           |                                           |                                           |                                           |                                           |                                           |                                           |
| белорусы                                                   | белорусы                                  | русские                                   | русские                                   | украинцы                                  | украинцы                                  | поляки                                    | поляки                                    | армяне                                    | армяне                                    | цыгане                                    | цыгане                                    | азербайджанцы                             | азербайджанцы                             |
| 35 507                                                     | 87,56%                                    | 4087                                      | 10,08%                                    | 441                                       | 1,09%                                     | 89                                        | 0,22%                                     | 50                                        | 0,12%                                     | 36                                        | 0,09%                                     | 30                                        | 0,07%                                     |
|                                                            |                                           |                                           |                                           |                                           |                                           |                                           |                                           |                                           |                                           |                                           |                                           |                                           |                                           |
| Национальный состав по переписи 1959 года (всего — 62 221) |                                           |                                           |                                           |                                           |                                           |                                           |                                           |                                           |                                           |                                           |                                           |                                           |                                           |
| белорусы                                                   | белорусы                                  | русские                                   | русские                                   | украинцы                                  | украинцы                                  | евреи                                     | евреи                                     | поляки                                    | поляки                                    |                                           |                                           |                                           |                                           |
| 57 222                                                     | 91,97%                                    | 4211                                      | 6,77%                                     | 382                                       | 0,61%                                     | 104                                       | 0,17%                                     | 88                                        | 0,14%                                     |                                           |                                           |                                           |                                           |

В 2018 году 16% населения района было в возрасте моложе трудоспособного, 55,3% — в трудоспособном, 28,7% — старше трудоспособного. В 2017 году коэффициент рождаемости составил 10,5 на 1000 человек, коэффициент смертности — 16,7 (средние коэффициенты рождаемости и смертности по Витебской области — 9,6 и 14,4, по Республике Беларусь — 10,8 и 12,6). В 2017 году в районе родился 391 и умерло 620 человек. Сальдо внутренней миграции положительное (в 2017 году — +74 человека).
В 2017 году в районе было заключено 229 браков (6,2 на 1000 человек) и 107 разводов (2,9 на 1000 человек); средние показатели по Витебской области — 6,4 и 3,4 на 1000 человек, по Республике Беларусь — 7 и 3,4 на 1000 человек соответственно.

## Административное устройство
На территории района находятся 15 сельсоветов:
- Бабиничский
- Вороновский
- Вымнянский
- Задубровский
- Зароновский
- Запольский
- Куринский
- Летчанский
- Мазоловский
- Новкинский
- Октябрьский
- Суражский
- Туловский
- Шапечинский
- Яновичский

Упразднённые сельсоветы
- Замосточский[16]

## Органы власти
Местное самоуправление представлено 13 сельскими (Бабиничский, Вороновский, Задубровский, Замосточский, Запольский, Зароновский, Куринский, Летчанский, Мазоловский, Новкинский, Октябрьский, Туловский, Шапечинский) и 2 поселковыми (Суражский и Яновичский) Советами депутатов.

## Экономика
Средняя зарплата в районе составляет 98,6% от среднего уровня по Витебской области (2017 год). В 2017 году в районе было зарегистрировано 532 микроорганизации и 44 малых организации. В 2017 году 14,7% организаций района были убыточными (в 2016 году — 20,5%). В 2015—2017 годах в реальный сектор экономики района поступило 4,9 млн долларов иностранных инвестиций (100% из них — прямые). В 2017 году предприятия района экспортировали товаров на сумму 13,4 млн долларов, импортировали на 21,2 млн долларов (сальдо — -7,8 млн долларов).
Выручка предприятий и организаций района от реализации продукции, товаров, работ, услуг за 2017 год составила 458,7 млн рублей (около 225 млн долларов), в том числе 286,7 млн рублей пришлось на сельское, лесное и рыбное хозяйство, 58,5 млн на промышленность, 11,4 млн на строительство, 58,9 млн на торговлю и ремонт, 43,1 млн на прочие виды экономической деятельности.

### Сельское хозяйство
В агропромышленном комплексе Витебского района осуществляют деятельность 13 сельскохозяйственных предприятий и 66 крестьянско-фермерских хозяйств. Численность крупного рогатого скота на 1 сентября составляет 39 460 голов или 97,3 % к аналогичному периоду 2015 года, количество дойных коров составляет 12 581 голова или 99,7 % к аналогичному периоду 2015 года.
За январь-август 2016 года по району валовое производство молока составило 443 654 центнеров или 100,9 % аналогичному периоду 2015 года. Площадь сельскохозяйственных угодий составляет 82 229 га, в том числе 56 223 га пашни. Сельскохозяйственные угодья оцениваются в 24,9, пашня — в 25,9 балла. Среднесписочная численность работающих в сельскохозяйственных предприятиях составляет 4866 человек. На 1 работающего непосредственно в сельском хозяйстве приходится 16,9 га сельхозугодий, в том числе 11,6 га пашни.
Район специализируется в растениеводстве на производстве зерна, картофеля, овощей, в животноводстве — на производстве молока, мяса.
Удельный вес товарной продукции растениеводства составляет 29 %, животноводства — 71 %.
Под зерновые культуры в 2017 году было засеяно 23,1 тыс. га пахотных площадей, под кормовые культуры — 27,3 тыс. га. Валовой сбор зерновых и зернобобовых в 2017 году составил 80,6 тыс. т (средняя урожайность — 35 ц/га).
На 1 января 2018 года в сельскохозяйственных организациях района (без учёта фермерских и личных хозяйств населения) содержалось 43,6 тыс. голов крупного рогатого скота (в том числе 13,1 тыс. коров), 5,6 тыс. свиней, 2905,8 тыс. голов птицы. За 2017 год было произведено 65 936 т мяса (в убойном весе) и 67 862 т молока, а также 31,3 млн яиц. По производству мяса и молока Витебский район занимает первое место в Витебской области; район также лидирует в области по среднему удою молока с одной коровы (5253 кг).

## Транспорт
По району проходят: железная дорога «Витебск—Полоцк—Даугавпилс», а также автодороги «Витебск—Полоцк—граница Латвии» и др. Через него также проходит трансъевропейский коридор № 9: «Хельсинки—Санкт-Петербург—Витебск—Гомель—Киев—Бухарест—Александруполис».

## Религия
В Витебском районе зарегистрировано 18 православных общин, 3 евангелическо-лютеранских общины, 1 община христиан веры евангельской (пятидесятников).

## Культура и образование

Витебский районный историко-краеведческий музей в аг. Октябрьская

Учреждения культуры охватывают 37 клубов и 48 библиотек, 24 Дома культуры, 5 детских музыкальных школ, одна детская школа искусств, Витебский районный историко-краеведческий музей (в 2016 году — 14,2 тыс. музейных предметов основного фонда и 11,1 тыс. посетителей), дома ремёсел, в том числе районный центр ремёсел «Возрождение» (6 традиционных видов белорусских ремёсел: ткачество, соломоплетение, вышивка, гончарство и керамика). Действуют около 140 творческих коллективов, из них 86 — детские. Функционируют 54 учреждения образования, в том числе аграрный колледж академии Ветеринарной медицины, Витебское кадетское училище в Лужесно, Великолетчанский детский дом семейного типа.

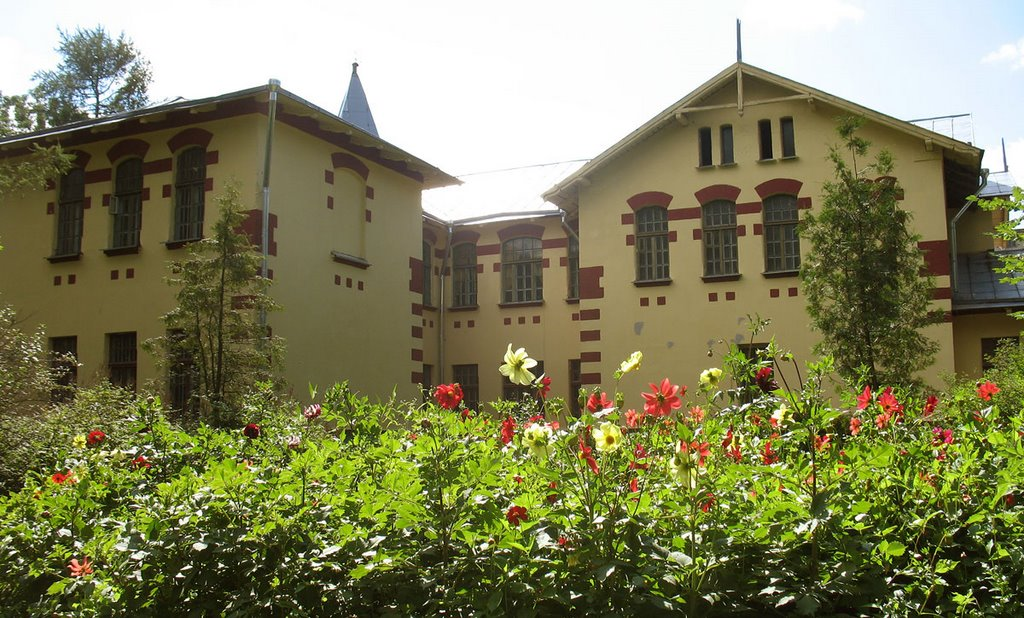
Один из корпусов Аграрного колледжа Витебской государственной академии ветеринарной медицины в Лужесно

В 2017 году в районе действовало 22 учреждения дошкольного образования (включая комплексы «детский сад — школа») с 1272 детьми. В 2017/2018 учебном году действовало 22 учреждения общего среднего образования, в которых обучалось 3180 учеников. Учебный процесс в школах обеспечивали 622 учителя.

### Музеи
- Музей-усадьба "Здравнёво" — филиал Витебского областного краеведческого музея
- Витебский районный историко-краеведческий музей в аг. Октябрьская
- Музейная комната «История космоса» ГУО «Новкинская средняя школа Витебского района» в аг. Новка

## Достопримечательности
- Музей-усадьба И. Е. Репина «Здравнёво» (близ деревни Койтово)
- Усадьба Маньковских, также известная как «Милое» в аг. Мазолово

### Памятник природы, заказник
- Заказник местного значения "Суражский"

## Произведения о Витебщине
- Картины: акварели Александра Шиёнка с видами Витебщины.